# Liljeborgia laniloa
Liljeborgia laniloa is een vlokreeftensoort uit de familie van de Liljeborgiidae. De wetenschappelijke naam van de soort is voor het eerst geldig gepubliceerd in 1970 door J.L. Barnard.